# 210
El año 210 (CCX) fue un año común comenzado en lunes del calendario juliano, en vigor en aquella fecha.
En el Imperio romano el año fue nombrado como el del consulado de Faustino y Rufino o, menos comúnmente, como el 963 Ab urbe condita, siendo su denominación como 210 posterior, de la Edad Media, al establecerse el Anno Domini.

## Acontecimientos
- Se concede la ciudadanía romana a los habitantes libres de Hispania.[1]

## Nacimientos
- Dexipo, historiador griego.
- Ruan Ji, artista chino.
- Mani, líder religioso iraní, fundador del maniqueísmo (fecha posible).

## Fallecimientos
- Zhou Yu, militar chino.
- Sexto Empírico, médico y filósofo griego (fecha probable).